# 加斯金斯 (佛羅里達州)
加斯金斯（英語：Gaskins）是位於美國佛羅里達州卡爾霍恩縣的一個非建制地區。該地的面積和人口皆未知。

## 地理
加斯金斯的坐標為30°18′20″N 85°07′36″W / 30.30556°N 85.12667°W，而該地的平均海拔高度為23米（即75英尺）。